# Кордильера-Вилькабамба
Кордилье́ра-Вилькаба́мба (исп. Cordillera de Vilcabamba, кечуа Willkapampa walla) — горный хребет на юго-востоке Перу, между реками Апуримак и Урубамба (система Укаяли).
Протяжённость хребта составляет 250 км. Высоты возрастают с севера на юг, высшая точка — Салкантай (6271 м). Хребет сложен докембрийскими и палеозойскими породами; в районе наибольших поднятий — мезокайнозойские интрузивы. Склоны покрыты горными вечнозелёными лесами, на юге — сухими кустарниками.